# Olivier Jenot
Olivier Jenot, né le 28 février 1988 à Monaco, est un skieur alpin monégasque.

## Biographie
Il prend part à ses premières courses FIS lors de l'hiver 2003-2004. Il entre dans la Coupe d'Europe en janvier 2006, avant de participer aux Jeux olympiques de Turin.
Il est débutant dans la Coupe du monde en février 2009 à Sestrières, juste après sa sélection aux Championnats du monde de Val d'Isère, où il est 25e en slalom. Il manque cependant les Jeux olympiques d'hiver de 2010 à cause d'une blessure.
En 2012, il obtient son meilleur résultat sur un circuit continental avec une deuxième place à la Coupe sud-américaine en slalom.
Il est médaillé d'or en combiné à l'Universiade d'hiver de 2013.
Il est le porte-drapeau de la délégation monégasque aux Jeux olympiques d'hiver de 2014, où il est 28e du super combiné, 35e du super G et ne termine pas le slalom et le slalom géant.
Il chute sévèrement lors des Championnats du monde 2017 à Saint-Moritz, ce qui entraîne une blessure au bassin. Il récupère à temps pour les Jeux olympiques d'hiver de 2018 à Pyeongchang, pour se classer 28e du combiné alpin (sur 62 athlètes au départ), comme il y a quatre ans à Sotchi. Il s'agit de sa dernière compétition majeure.

## Palmarès

### Jeux olympiques d'hiver
| Épreuve / Édition | Turin 2006 | Sotchi 2014 | Pyeongchang 2018 |
| Super G           | 48e        | 35e         | 38e              |
| Slalom géant      | Abandon    | Abandon     | 38e              |
| Slalom            | 34e        | Abandon     | -                |
| (Super) Combiné   | -          | 28e         | 28e              |

### Championnats du monde
| Épreuve / Édition | Val d'Isère 2009 | Garmisch Partenkirchen 2011 | Schaldming 2013 | Saint-Moritz 2017 |
| Super G           | -                | -                           | -               | Abandon           |
| Slalom géant      | Abandon          | 44e                         | 44e             | -                 |
| Slalom            | 25e              | 34e                         | Abandon         | -                 |

### Universiades
- Trentin 2013 :
  -  Médaille d'or en combiné.